# Pardal de Swainson
El pardal de Swainson (Passer swainsonii) és un ocell de la família dels passèrids (Passeridae).

## Hàbitat i distribució
Habita zones humanitzades de les terres altes d'Etiòpia i Somàlia.